# Neochelonia honei
Neochelonia honei là một loài bướm đêm thuộc phân họ Arctiinae, họ Erebidae.